# Clash of Clans
Clash of Clans je mobilní strategická hra vydaná herní společností Supercell. Hra byla vydána pro platformy iOS (2. srpna 2012) a Android (7. října 2013). Hru lze spustit i na PC přes Google Play Games Beta.
Hra se odehrává ve fantasy světě, kde je hráč náčelníkem vesnice. Princip hry je postavit si vlastní vesnici s využitím zdrojů získaných z útoku na vesnice jiných hráčů nebo získání zdrojů ve vlastní vesnici. K útoku hráči vycvičují různé vojáky. Hlavními zdroji jsou zlato, elixír a temný elixír. Hráči se mohou spojit a vytvořit spolu klany, kde může být až padesáti lidí. Zde se pak mohou společně účastnit klanových válek, dávat a přijímat vojáky a povídat si mezi sebou pomocí klanového chatu. 
Hra funguje na modelu free to play, tedy je zdarma, ovšem je možné pomocí takzvaných mikrotransakcí nakupovat herní měnu a urychlovat tak vývoj nebo přinášet jiné, další výhody.

## Hra
Clash of Clans je online hra pro více hráčů, ve které hráči vytvářejí klany, trénují vojáky a útočí na ostatní hráče, aby si získali zdroje. Ve hře jsou čtyři hlavní zdroje. Zlato a elixír, které lze použít k budování, vylepšování obrany a pastí, které chrání vesnici před útoky ostatních hráčů, a k budování a vylepšování budov, které jim mohou poskytnout další zdroje. Elixír a temný elixír se používají k vylepšování vojáků a lektvarů. Drahokamy jsou prémiovou měnou, pomocí které se dají urychlovat vylepšování budov a jednotek. Útoky jsou hodnoceny stupnicí od žádné až do tří hvězdiček a mají maximální časovanou dobu tři minuty.
Tato hra obsahuje také mapu pro jednoho hráče, ve které hráč může zaútočit na řadu opevněných vesnic a vydělat zlato, elixír a temný elixír bez toho, aniž by musel útočit na jinou „reálnou“ vesničku.
Aby se daly vylepšovat budovy, je potřeba stavitel. Ze začátku hry jsou ve vesnici stavitelé dva, ale hráč může mít později až pět stavitelů tím, že si je koupí za drahokamy. Ve hře je i šestý stavitel, který se dá získat tak, že se vylepší ,,Bob", stavební robot, na maximální úroveň v již zmiňované druhé vesnici.

### Budovy
Aby hráč mohl vydělávat a ukládat zlato a elixír, musí stavět zlaté doly a sklady zlata, sběrače elixírů a sklady na elixír. Elixír a tmavý elixír se používá k výcviku nových vojáků, provádění výzkumu v laboratoři za účelem vylepšení vojáků a k budování a vylepšování budov. Zlato se používá k stavbě obranných budov a vylepšování radnice (anglicky Town Hall), což umožňuje přístup k více budovám a vyšším úrovním stávajících budov.
Jakmile dosáhne hráčova radnice úrovně 7, dostane k dispozici temný elixír. Tento typ elixíru se používá k výcviku a vylepšování temných vojsk, hrdinů (anglicky Heroes), přičemž od radnice s úrovní 7 je k dispozici nový hrdina, Barbarian King. Chce-li hráč získat a uložit temný elixír, musí postavit vrty a sklad pro temný elixír. Na radnici úrovně 9 je k dispozici další nový hrdina, Archer Queen.
Radnice, která dosáhne úrovně 11, získá přístup k novému hrdinovi – Grand Wardenovi, který na rozdíl od ostatních hrdinů potřebuje na zrození a vylepšení klasický elixír. Na radnici úrovně 12 se objeví nová obrana zvaná Giga Tesla. Když je vylepšena radnice o jednu úroveň výš, změní se Giga Tesla na Giga Inferno. Radnice levelu 13 také odemkne obrannou budovu Scattershot a hrdinu Royal Champion. Na radnici úrovně 14 se odemkne Pet House (v překladu Zvířecí dům), budova sloužící k přidělování mazlíčků hrdinům. Navíc získají stavitelské domečky schopnost útoku.
Hráč má k dispozici řadu budov na obranu své vesnice, včetně kanónů, bomb, pastí, lukostřeleckých věží atd. Hráči mohou také stavět zdi, které lze dále vylepšovat, aby odolali větší síle.

### Vojsko a lektvary
- Vojáci (anglicky troops) – klasické útočící jednotky. Každý bojovník má svoje určité schopnosti. Po využití vojáků si hráč musí vytvořit vojáky nové. Hráč vojáky může položit pouze na okolí soupeřovi vesnice.
- Lektvary (anglicky spells) se pokládají na jakékoliv místo na hrací ploše. Po položení lektvaru se na daném místě objeví barevný kruh, ve kterém se dostaví určitý efekt (podle druhu lektvaru). Po využití lektvarů si hráč musí vytvořit lektvary nové.
- Klanový hrad (anglicky Clan Castle) – hráč může využít v útoku i v obraně jednotky, které mu poslali jiní členové klanu do klanového hradu. Po jejich použití je nelze znovu využít.
- Hrdinové (anglicky heroes) jsou jednotky, které si hráč koupí jednorázově a má je napořád. Určitého hrdinu může hráč však mít pouze jednou. Poté, co zemře se hrdina musí připravit na další boj. Hrdinové zároveň fungují jako obránci hráčovi vesnice.
- Obléhací stroje (anglicky Siege Machines) – stroje pomocí kterých se dá jednodušeji zničit vesnici. Lze je získat v Klanovém hradu od spoluhráčů nebo přes budovu Workshop.
- Mazlíčci (anglicky Pet) – přidělují se jako pomoc hrdinům, každý hrdina může mít pouze jednoho mazlíčka. Odemykají se v domově mazlíčků (anglicky Pet House). Existují osm typů Unicorn, L.A.S.S.I., Electro Owl, Mighty Yak, Diggy, Frosty, Poison lizard a Phoenix z nichž každý má jinou schopnost.
- Super jednotky (anglicky Super Troops) – jsou jednotky, které jsou silnějšími jednotkami než jejich původní protějšky a mají navíc speciální schopnosti.

### Klany a války klanů
Klany jsou skupiny hráčů, kteří se spojují, aby se navzájem podporovali, a to buď materiálně (darování jednotek), nebo verbálně (poskytování rad). Hráči se mohou připojit k různým klanům, jakmile postaví speciální budovu Clan Castle (v překladu Hrad klanu). Hlavní část hry Clash of Clans jsou „války klanů“ (anglicky Clan Wars), kde proti sobě útočí dva klany. Vedoucí a spoluvedoucí klanu mohou zahájit války proti jiným klanům. Každý klan pak má jeden „přípravný den“ a jeden „válečný den“.
Když hráč zaútočí na člena nepřátelského klanu, obdrží hvězdy na základě procenta zničených budov. 50 % poškození nebo více dává 1 hvězdu, zničení radnice 1 hvězdu a zničení celé základny dává zbývající třetí hvězdu. Každý hráč je omezen na dva útoky během války. Klan s největším počtem hvězd na konci válečného dne je prohlášen za vítězný. Pokud je počet hvězd obou klanů stejný, vítěz je ten, který má větší procento zničených budov. Hráči dostanou bonusovou válečnou kořist, pokud využijí své útoky ve válce. Tato kořist je odlišná podle náročnosti. Nejtěžší vesnice má největší válečnou kořist a nejlehčí vesnice má naopak nejnižší válečnou kořist. Pokud klan vyhraje válku, bonusová kořist je v plné výši dána hráči, ale během prohry nebo remízy je hráči dána pouze třetina kořisti. Klany si mohou vybrat v kolika hráčích půjdou do války, a to buď 50v50, 40v40, 30v30, 25v25, 20v20, 15v15, 10v10 nebo 5v5.
V aktualizaci z května 2016 byly představeny Přátelské výzvy (anglicky Friendly War), které umožnily spoluhráčům soutěžit s ostatními členy klanu, avšak tyto výzvy neposkytují ani kořist ani trofeje.
V aktualizaci z října 2018 byla představena Liga válek klanů (anglicky Clan War Leagues). Klany zde bojují se sedmi dalšími klany, aby mohli postoupit dál, do další ligy a získat speciální medaile tím, že získají hvězdy v těchto válkách. Klany, které mají nejvíce hvězd budou povýšeni do vyšší ligy, zatímco klany, které mají nejméně hvězd budou degradovány do nižší ligy. Tato akce se koná pouze 1x za měsíc.

### Hlavní město klanu
Hlavní město klanu (anglicky Clan Capital) je nová vesnice, kterou odemknete od klanové úrovně 2 a je zpřístupněna všem členům klanu od úrovně hlavní budovy 6. V hlavním městě nestavíte klasickým způsobem, ale opravujete ruiny, ze kterých získáváte obranné budovy, pasti a zdi. Oprava ruin a vylepšování budov na vyšší úrovně stojí speciální měnu capital gold. Tyto mince hráči získávají o víkendových nájezdech na hlavní města nepřátelských klanů. Většina budov a jejich vylepšení vyžaduje vysoké množství této měny a musí tedy spolupracovat celý klan.
Je jen jedno hlavní město klanu, které je tvořeno hlavním okresem (capital district), kde sídlí hlavní budova klanu a dalšími okresy. V roce 2023 lze zpřístupnit až 7 dalších okresů. Pro otevření všech okresů musí klan dosáhnout úrovně 8 v hlavním okrese. Zpřístupnění okresu, klanu přinese nové jednotky a kouzla, která mohou hráči používat při útocích. Např. díky zpřístupnění okresu Dragon cliffs hráči mohou využívat super draka, hog ridery a rage spell. Rozložení budov je na úvod určeno místem, kde se nachází ruiny, po opravení mohou co-leadeři a leader klanu měnit jejich pozice. 
Nájezdy na další klany mohou co-leadeři a leader klanu zapnout každý víkend. Každý hráč má 5 útoků, které může využít na zničení okresů nepřátelského hlavního města a za zničení budov získává capital gold. V momentě, kdy hráč dokončí určitý okres na 100 % získává 6. bonusový útok. Po zničení všech okresů lze teprve zaútočit na hlavní okres. Po vyrabování celého hlavního města klan pokračuje na další. Hráči, kteří už ale při útocích na první město využili všech 5 nebo 6 útoků nemohou útočit znovu. 

### Builder Base (druhá vesnice)
Po aktualizaci 22. května 2017 společnost Supercell přidala do hry nový herní režim, Builder Base. Umožňuje hráčům odplout z hlavní vesnice a dostat se na druhý ostrov, kde vybudují novou vesnici s jinou sadou budov a vojáků.
V Builder Base mohou hráči současně útočit na své základny (musí být on-line). Hráč, který získá více hvězd, může získat odměny, jako je zlato, elixír a trofeje. Zlato a elixír však lze vyhrát pouze za první tři vítězství, kterých hráč dosáhl ve lhůtě dvaceti čtyř hodin. Poté dostává jenom trofeje.
Hráči mohou utrácet drahokamy, aby zrychlili čas ve hře. Pokrok v této základně je ale mnohem rychlejší protože se zde nachází Clock Tower (v překladu Hodinová věž), která dočasně zrychlí všechny procesy v celé vesnici Builder Base. Spolu s touto aktualizací byl představen také nový hrdina, Battle Machine. Je to jediný hrdina ve hře, který má opakovatelně použitelnou schopnost s názvem Electric Hammer (v překladu Elektrické kladivo).
V březnu 2018 byla vydána nová, 8 úroveň radnice. Aktualizace z června 2019 přinesla opět novou úroveň, která je v současné době nejvyšší úrovní budovy Builder Hall. Tato aktualizace také přinesla novou O.T.T.O. Hut. Je to budova pro druhého stavitele, se kterým lze stavět po dokončení úkolů. Po odemčení, se hlavní stavitel může přesouvat mezi touto vesnicí a domovskou vesnicí a vylepšovat zbraně aby byly mnohonásobně silnější.

### Klanové hry a magické předměty
V prosinci 2017 představil Supercell klanové hry (anglicky Clan Games), kde členové klanu mohou společně pracovat na dokončení úkolů, za které pak mohou získat body. Když nashromáždí dostatek bodů, odemkne se nová úroveň odměn a hráči si mohou vybrat jednu odměnu z každé odemčené úrovně. Tato aktualizace také představila magické předměty (anglicky Magic Items), které lze získat jako odměny z těchto klanových her a prostřednictvím obchodu. Tyto předměty lze použít např. pro rychlé získání zdrojů, dokončit rychleji vylepšení nebo na krátkou dobu přidat úrovně vojákům nebo hrdinům.